# Stella Mokaya Orina
Stella Mokaya Orina (geboren am 3. Januar 1970) ist eine kenianische Diplomatin. Sie ist seit März 2024 Botschafterin ihres Landes in Berlin. Zuvor war sie von August 2019 bis Oktober 2021 stellvertretende Botschafterin in Wien.

## Leben
Stella Mokaya Orina absolvierte 1992 ein Bachelorstudium der Rechtswissenschaften sowie 2004 ein Masterstudium für internationale Beziehungen an der University of Nairobi. Ab 1995 war sie als Rechtsanwältin in Nairobi tätig und wechselte 2000 zum Büro des Generalstaatsanwalts in Kenia. Als zweite Staatsanwältin wurde sie 2003 an das Außenministerium abgeordnet.
Im Rang eines ersten Sekretärs arbeitete Orina ab Juni 2006 an der kenianischen Botschaft in Washington, D.C. und wechselte im April 2007 als Second Counsellor zur ständigen Vertretung bei den Vereinten Nationen in New York. Im Ministerium für auswärtige Angelegenheiten und internationalen Handel wurde sie 2010 stellvertretende Direktorin und 2013 Leiterin der Rechtsabteilung. Von Juli 2015 bis Mai 2019 war sie für die völkerrechtlichen Verträge verantwortlich. Im August 2019 übernahm Orina die Stellvertretung des Botschafters in Wien. An der Akademie des kenianischen auswärtigen Dienstes war sie von November 2021 bis November 2023 stellvertretende Generaldirektorin sowie zeitweise kommissarische Generaldirektorin.
Stella Mokaya Orina wurde am 20. März 2024 als Nachfolgerin von Thomas Amolo zur außerordentlichen und bevollmächtigten Botschafterin der Republik Kenia in Deutschland akkreditiert. Nebenakkreditierungen als nichtresidierende Botschafterin erhielt sie in Polen und Tschechien.
Orina ist Mutter von zwei Töchtern und eines Sohns.